# Nogostup
Nogostup je posebno uređena prometna površina namijenjena za kretanje pješaka, koja nije u razini s kolnikom ceste ili je od kolnika odvojena na drugi način.
Rade se od drva,  betona, kamena, asfalta, opeke i dr. Istraživanja su pokazala da nogostupi znatno smanjuju broj prometnih nesreća u odnosu na ceste bez nogostupa.